# پیتر کارلسون
 پیتر کارلسون (انگلیسی: Peter Carlsson؛ زاده ۱۳ آوریل ۱۹۶۳) یک تنیس‌باز اهل سوئد است.